# Inert gas
Een inert gas is een gas dat chemisch inert is, wat wil zeggen dat het niet of nauwelijks chemische reacties aangaat. Voorbeelden hiervan zijn edelgassen en stikstof. 
Inerte gassen worden gebruikt om ongewenste chemische reacties tegen te gaan die bepaalde materialen aan kunnen tasten. Vaak komen deze ongewenste reacties voor in vormen als oxidatie of hydrolyse met zuurstof en vocht in de lucht. 
In hoeverre een gas inert is, kan contextafhankelijk zijn. Stikstof en sommige andere gassen kunnen onder bepaalde omstandigheden toch reacties aangaan. 
Er zijn veel verschillende toepassingen van inerte gassen. Het meest worden inerte gassen gebruikt om het zuurstofgehalte in de lucht te verminderen, soms zelfs tot verwaarloosbare concentraties.
Argon of soms mengsels van argon met waterstofgas en helium worden bijvoorbeeld bij MIG/MAG-lassen gebruikt ter bescherming van het smeltbad. Het smeltbad wordt zo beschermd tegen vervuiling en aantasting.